# Eugeniusz Bodo
Eugeniusz Bodo, właśc. Bohdan Eugène Junod (ur. 28 grudnia 1899 w Genewie, zm. 7 października 1943 w Kotłasie) – polsko-szwajcarski aktor filmowy, rewiowy i teatralny, reżyser, scenarzysta, tancerz, piosenkarz i producent filmowy. Jeden z najpopularniejszych aktorów międzywojennego polskiego kina i teatru. Założyciel wytwórni filmowych: B.W.B Film (w 1931) i Urania-Film (w 1933).
Pseudonim sceniczny – „Bodo” – utworzył od pierwszych sylab imion: jego pierwszego imienia (Bohdan) i trzeciego imienia matki (Dorota).
Jako aktor filmowy grał zarówno role amantów, tragiczne, komediowe i w filmach muzycznych, a piosenki śpiewane przez niego w filmach stawały się w Polsce szlagierami.

## Życiorys

### Rodzina i edukacja

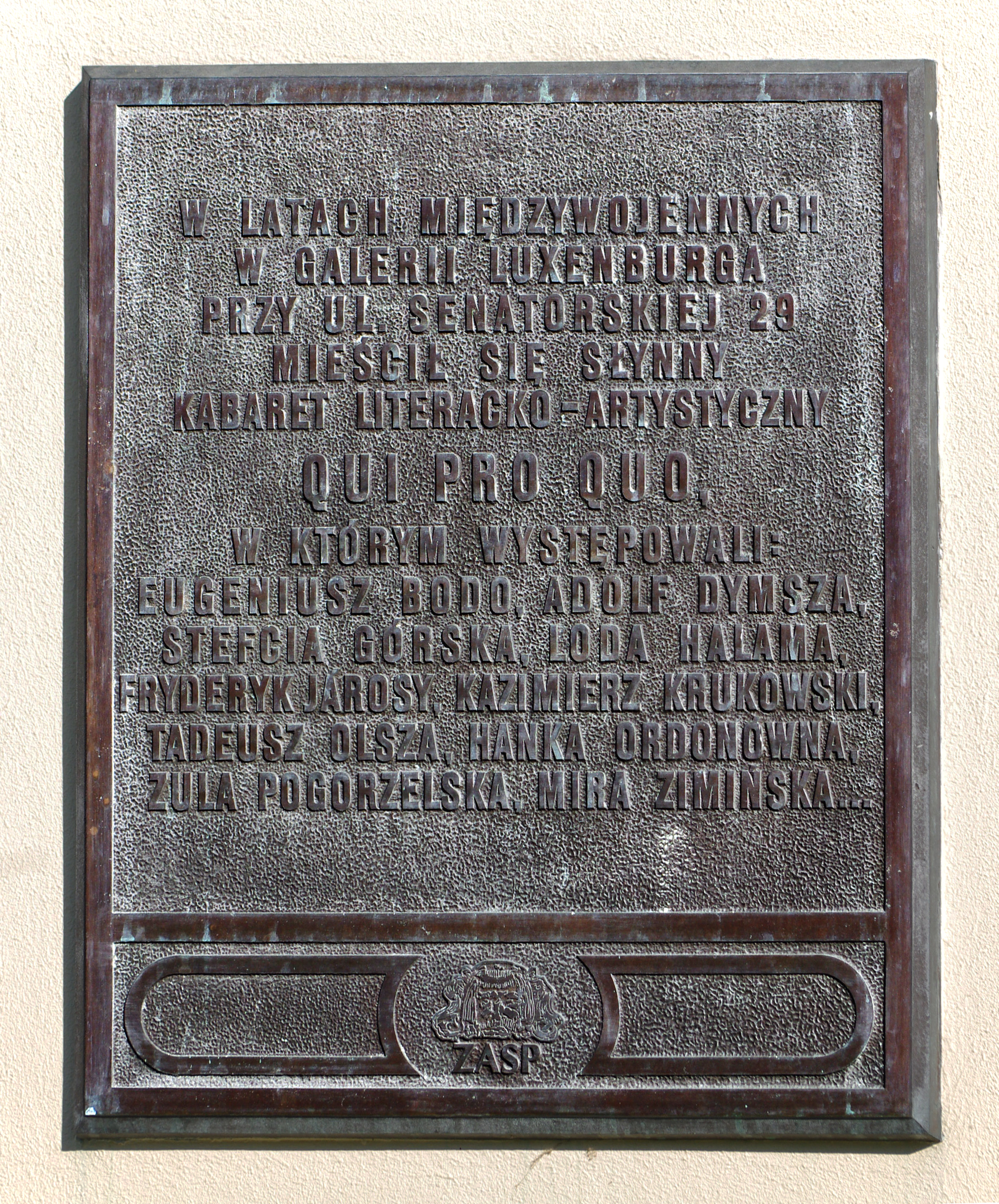
Tablica upamiętniająca teatrzyk Qui Pro Quo i jego artystów na Senatorskiej 29/31 w Warszawie

Był synem Teodora Junoda (1872/1927)  i Anny Doroty Dylewskiej (zm. 1944), którzy poznali się i zawarli związek małżeński w II poł. XIX wieku. Ojciec był z wykształcenia inżynierem i ewangelikiem reformowanym oraz ponoć pochodził z arystokracji francuskiej z rodziny osiadłej w okresie wojen napoleońskich w Szwajcarii, a matka była polską szlachcianką z Mazowsza, katoliczką. Bodo był wyznania swojego ojca. Przez całe życie zachował obywatelstwo Szwajcarii, jednak fakt ten nie był powszechnie znany w okresie międzywojennym. Od 1903 dorastał w Łodzi, gdzie jego ojciec, zafascynowany niemym kinem, razem z propagatorem sztuki filmowej Edwardem Juliuszem Vortheilem zawiązał spółkę kinową i założył Teatr Iluzji „Urania”; matka prowadziła restaurację „Masque”.
Zadebiutował w ojcowskiej „Uranii”, prawdopodobnie w numerze opisywanym we wspomnieniach Ludwika Starskiego jako „10-letni kowboj Bodo – cudowne dziecko XX wieku”, w którym zaśpiewał utwór „Yankee Doodle”. Imię kowboja stało się artystycznym pseudonimem artysty. Za namową ojca podjął naukę w szkole handlowej w Łodzi, którą jednak szybko porzucił z uwagi na nieznajomość matematyki.

### Kariera zawodowa
W 1917, zniechęcony usilnymi próbami planowania mu życia przez rodziców, uciekł z domu i wyjechał do Poznania, gdzie został zatrudniony jako bileter w teatrze „Apollo”, a w październiku 1917 zaczął statystować w przedstawieniach. Powróciwszy do Łodzi, występował jako aktor w spektaklach Teatru „Colloseum”. Karierę artystyczną kontynuował w Lublinie. W 1920 przeniósł się do Warszawy, gdzie występował jako artysta kabaretowy w ogródkach kawiarnianych, jednak wówczas nie odniósł sukcesu. Z pomocą Ludwika Sempolińskiego wzbogacił swój program estradowy. Następnie pracował w teatrzykach w „Dolinie Szwajcarskiej”.
Rozgłos w stolicy zyskał dzięki występom w kabarecie „Qui Pro Quo”, w którym zadebiutował w 1921 rolą w operetce Amerykanka. Występował również w przedstawieniach: Serce i bufet, Black and White i Precz z nagością, w którym wykonywał ciepło przyjęty przez recenzentów i publiczność utwór „Titine”. Mimo że nie dysponował dobrym głosem i był krytykowany za przeciętne umiejętności aktorskie, cieszył się uznaniem publiczności, zwłaszcza kobiet. Często występował na scenie w duecie z Zulą Pogorzelską. W 1925 odszedł z „Qui Pro Quo” i przeszedł do Teatru „Perskie Oko”, który po zamknięciu w 1927 został przemianowany na „Nowe Perskie Oko” i „Morskie Oko”. W kolejnych latach występował również w warszawskich kabaretach: „Orfeum” i „Banda”.
Kontynuując występy w teatrze, zadebiutował jako aktor filmowy ciepło przyjętą przez recenzentów rolą Geniusia, skromnego nauczyciela muzyki w komedii Rywale (1925). Wtedy opracował swój filmowy wizerunek, na którym składał się mocny makijaż oczu. Następnie wcielił się m.in. w rolę inspicjenta Gładysza w filmie sensacyjnym Czerwony błazen (1926) oraz Romana Warczyńskiego, rzeźbiarza i przyjaciela głównego bohatera (malarza Jana Granowskiego) w Człowieku o błękitnej duszy (1929). Zagrał także epizodyczne role w kilku filmach, m.in. wykreował docenioną przez krytyków postać Siergieja Iwanowicza Markowskiego, pomocnika tytułowego bohatera filmu Policmajster Tagiejew (1929).
26 maja 1929 o godz. 2:15, prowadząc swój samochód marki Chevrolet, którym podróżował z kabaretu „Morskie Oko” w Warszawie do Poznania wraz z czterema pasażerami, na Przedmieściu Łowicz–Korabka spowodował wypadek, w którym pojazd na zakręcie wypadł z jezdni i stoczył się z ok. czterometrowego nasypu, w wyniku czego śmierć na miejscu poniósł aktor Witold Roland. Bodo jechał z prędkością 40 km/h, co przy ówczesnym stanie dróg klasyfikowane było jako szybka jazda, choć sam aktor utrzymywał, że poruszał się o 10 km/h wolniej. Zgodnie z relacją posterunkowego, który pojawił się na miejscu zdarzenia, kierowca miał pozostawać w stanie nietrzeźwości. Według innego źródła Bodo w ciemnościach wpadł samochodem na nieoznakowaną stertę kamieni. On sam twierdził, że gwałtownie skręcił na drodze, ponieważ wcześniej nie zauważył zakrętu, gdyż ten nie został oznaczony znakiem ostrzegawczym. Bodo w maju 1932 został skazany na karę sześć miesięcy pozbawienia wolności w zawieszeniu za spowodowanie śmierci Rolanda przez nieostrożną jazdę samochodem.

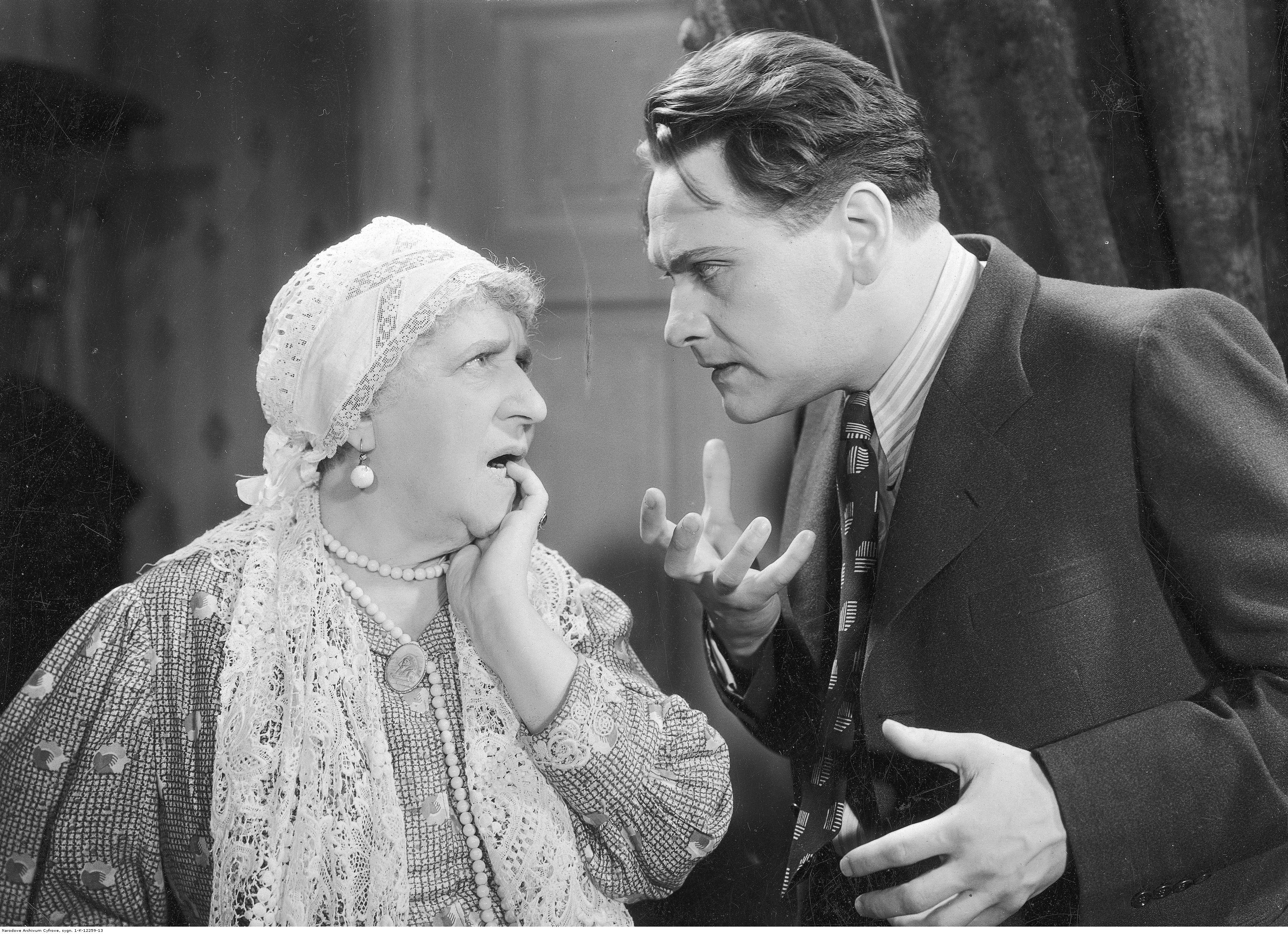
Bodo z Zofią Czaplińską w filmie Czy Lucyna to dziewczyna?

W 1930 do kin trafiły cztery filmy, w których wystąpił Bodo; wcielił się w pomocnika rzeźbiarza Czesława, głównego bohatera filmu Kult ciała (nagrodzonego Złotym Medalem na Międzynarodowym Festiwalu w Nicei), w szefa szajki złodziei w Niebezpiecznym romansie (w którym przemawiał po angielsku i niemiecku, za co był chwalony w recenzjach), w przywódcę powstańców w historycznym melodramacie Na Sybir i Ottona von Affberga, oficera marynarki wojennej w Wietrze od morza. W 1931 został jednym ze współwłaścicieli i producentów wytwórni filmowej B.W.B. (skrót od nazwisk właścicieli Bodo, Waszyński i Brodzisz), w której zrealizował m.in. Bezimiennych bohaterów (1932) i Głos pustyni (1932); do obu filmów, w których zagrał jedne z głównych ról, napisał scenariusz. Występ w Głosie pustyni uczynił Bodo aktora o międzynarodowej sławie. W 1933 wystąpił w roli Kuźmy w filmie Michała Waszyńskiego Zabawka (1933), w którym zaśpiewał przebój „Baby”. W tym samym roku został okrzyknięty Królem Ekranu w plebiscycie tygodnika „Kino”.
Po zakończeniu działalności B.W.B. założył w 1933 wytwórnię „Urania-Film” (nazwał ją na cześć firmy nieżyjącego ojca), w której zrealizował filmy w reż. Michała Waszyńskiego: Jego ekscelencja subiekt (1933), Czarna perła (1934), Pieśniarz Warszawy (1934; zaśpiewał w nim przebój „Już taki jestem zimny drań”), Kocha, lubi, szanuje (1934; polsko-amerykańska korprodukcja), Jaśnie pan szofer (1935) i Bohaterowie Sybiru (1936). Poza tym zagrał inżyniera Stefana Żarnowskiego w filmie Czy Lucyna to dziewczyna? (1934), a w jednej ze scen wystąpił z nagim torsem, zostając pierwszym polskim aktorem, który rozebrał się na ekranie. W tym okresie cieszył się statusem celebryty, m.in. reklamował m.in. krawaty od „Chojnackiego”, kapelusze „Młodkowskiego”, marynarki „Old England”, czekoladę „Wedla”.
W 1935 zagrał kilkanaście koncertów w Palestynie. Powrócił też do teatru, występując w krytycznie przyjętym spektaklu Szczęśliwy pech w Teatrze Letnim w Warszawie oraz w operetce Gwiazda areny w stołecznym Cyrku Braci Staniewskich. Sensację wśród widzów wzbudził występem w wyprodukowanej przez siebie komedii Leona Trystana Piętro wyżej (1936), w której zaśpiewał utwór „Sex appeal” w przebraniu kobiety, poza tym wylansował też przebój „Umówiłem się z nią na dziewiątą”. W 1936 występował w farsie Ciotka Karola w kabarecie „Cyrulik Warszawski”. Następnie zagrał główne role męskie: bogatego dziedzica Tadeusza Rolskiego w filmie Książątko (1937) oraz aktora rewiowego Modeckiego w dramacie Strachy, który uznawany jest za jeden z najlepszych filmów z udziałem Bodo. Wystąpił także w kilku filmach Mieczysława Krawicza – jako Karol Borowicz w dramacie Skłamałam, Bertrand w komedii Robert i Bertrand (1938) i Paweł Gawlicki w filmie Paweł i Gaweł, w którym dodatkowo zaśpiewał utwór „Ach, śpij kochanie” w duecie z Adolfem Dymszą.
W 1938 występował z programem estradowym z Mirą Zimińską oraz wyreżyserował filmy: Królowa przedmieścia i Za winy niepopełnione. W tym okresie zamieszkiwał w Warszawie przy ul. Marszałkowskiej 132, a w kwietniu tego roku otworzył w Warszawie przy ul. Foksal 17 kawiarnię Café Bodo, a na piętrze kupił czteropokojowy apartament. Rozpoczął także przygotowania do reżyserii filmu Uwaga – szpieg!; pod koniec sierpnia anonsowano w prasie realizację tej produkcji (Bodo miał być jej reżyserem i w niej zagrać) oraz filmu Moja mama to ja, w którym również miał wystąpić aktor. W tym miesiącu podpisał kontrakt z nowo powstałym teatrem „Tip-Top”, w którym występował w rewii politycznej Kto kogo?. Przymierzał się również do zagrania tytułowej roli w filmie Kariera Nikodema Dyzmy, jednak realizacji produkcji przerwał wybuch II wojny światowej.

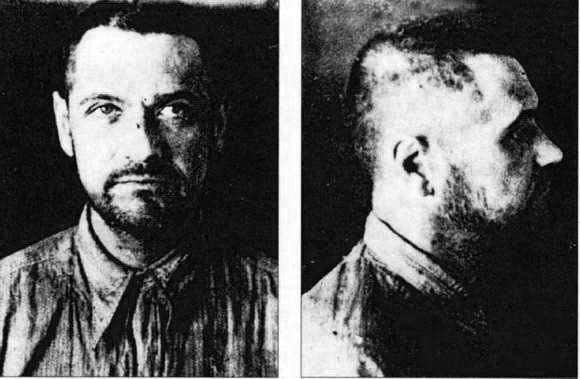
Bodo po aresztowaniu przez NKWD 1941; ostatnie zdjęcie artysty

Po wybuchu II wojny światowej, we wrześniu 1939 pozostawił kawiarnię wspólnikowi, Zygmuntowi Woyciechowskiemu. Uciekając przed wojną, przeniósł się do Białegostoku, gdzie występował w teatrze „Miniatury”. Po zajęciu miasta przez wojska sowieckie udał się do Lwowa, Dołączył do zespołu Ref-Rena Feliksa Konarskiego. Następnie, znając biegle rosyjski, został konferansjerem i występował w teatrze Tea-Jazz Henryka Warsa, z którym odbył trasę objazdową po europejskich miastach ZSRR. Dokonał także nagrań swoich piosenek w wersji rosyjskiej (m.in. „Umówiłem się z nią na dziewiątą” nagrał jako „Ja ustowiłsia s niej toczno w diewiat’”), a niektóre utwory znalazły się na ścieżce dźwiękowej propagandowego filmu Michaiła Romma Marzenie. W 1941 odszedł z Tea Jazzu i zamieszkał w willi w podlwowskich Brzuchowicach.

### Aresztowanie i śmierć
Po powrocie z jednego z tournée po ZSRR postanowił wyemigrować do USA i złożył w tej sprawie dokumenty, ujawniając obywatelstwo szwajcarskie. Nie zdążył wyjechać, ponieważ po ataku III Rzeszy na ZSRR został aresztowany przez NKWD 26 czerwca 1941 w mieszkaniu (według innej relacji w Parku Jezuickim) i wywieziony do Moskwy, a 9 lipca 1941 – osadzony w więzieniu w Ufie. Przyczyną aresztowania było ujawnienie paszportu szwajcarskiego, wskutek czego był podejrzany o działalność szpiegowską. Na początku 1942 został poddany pierwszym przesłuchaniom, a w maju 1942 został przeniesiony do więzienia Butyrki w Moskwie, gdzie został poddany kolejnym przesłuchaniom. Decyzją specjalnej narady przy NKWD ZSRR na wniosek z 30 października 1942 podpisany przez Piotra Fiedotowa został skazany na pięć lat ciężkiego obozu wychowawczego jako „element społecznie niebezpieczny”. Wyrok został zatwierdzony 13 stycznia 1943. W czasie pobytu w Moskwie o jego uwolnienie starali się w imieniu ambasady polskiej Stanisław Kot i Tadeusz Romer, jednak władze sowieckie nie wyraziły na to zgody ze względu na szwajcarskie obywatelstwo Bodo. Z tych samych przyczyn nie objęła go amnestia dla obywateli polskich. Dodatkowo władze sowieckie uznały interwencję polskiej ambasady jako kolejny dowód na jego domniemane szpiegostwo. Między styczniem a kwietniem 1943 współwięźniem Bodo na Butyrkach był wówczas 21-letni Alfred Mirek, późniejszy rosyjski muzykolog, który opisał swoje wspomnienia w wydanej w 1989 autobiografii pt. „Dziennik więźnia”. 14 maja 1943 Bodo został odtransportowany do łagru w Kotłasie, w którym 19 czerwca został zdiagnozowany przez komisję lekarską jako niezdolny do pracy z powodu pelagry wskutek głodu i wyniszczenia, a następnie umieszczony w obozowym szpitalu (wedle dokumentów szpitala obozowego przebywał w szpitalu już od 14 maja). 22 czerwca zapadła decyzja, aby „inwalidę cierpiącego na nieuleczalną chorobę” zwolnić z więzienia.
Zmarł 7 października 1943 w łagrze w Kotłasie pod Archangielskiem. Został pochowany w zbiorowym grobie. Jako przyczynę śmierci podano gruźlicę płuc przy towarzyszącej pelagrze. W czasach PRL-u, ze względów politycznych, głoszono fałszywą wersję, zgodnie z którą Bodo miał zostać rozstrzelany przez Niemców po ich wkroczeniu do Lwowa.

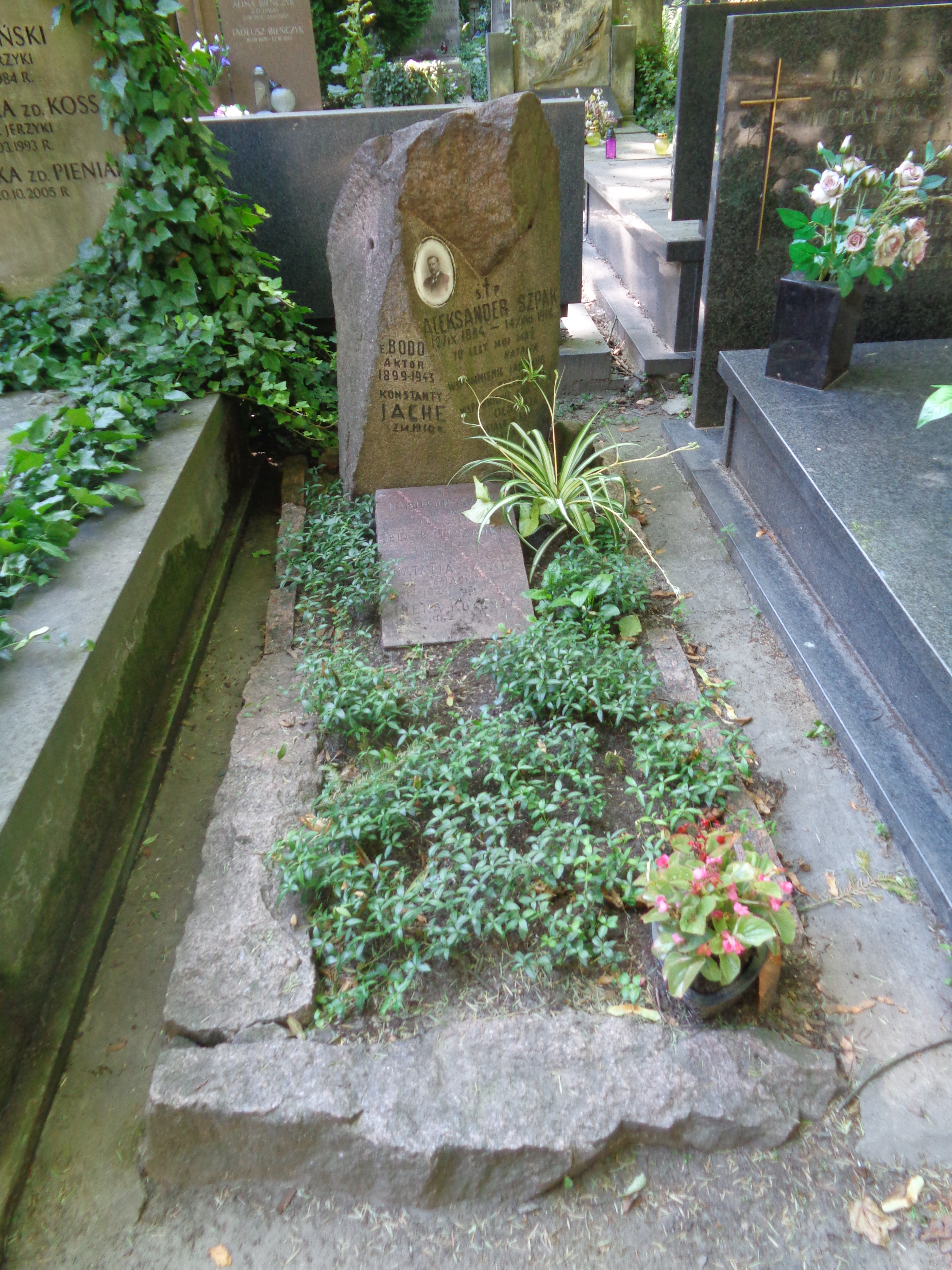
Symboliczny grób Bodo na cmentarzu Powązkowskim

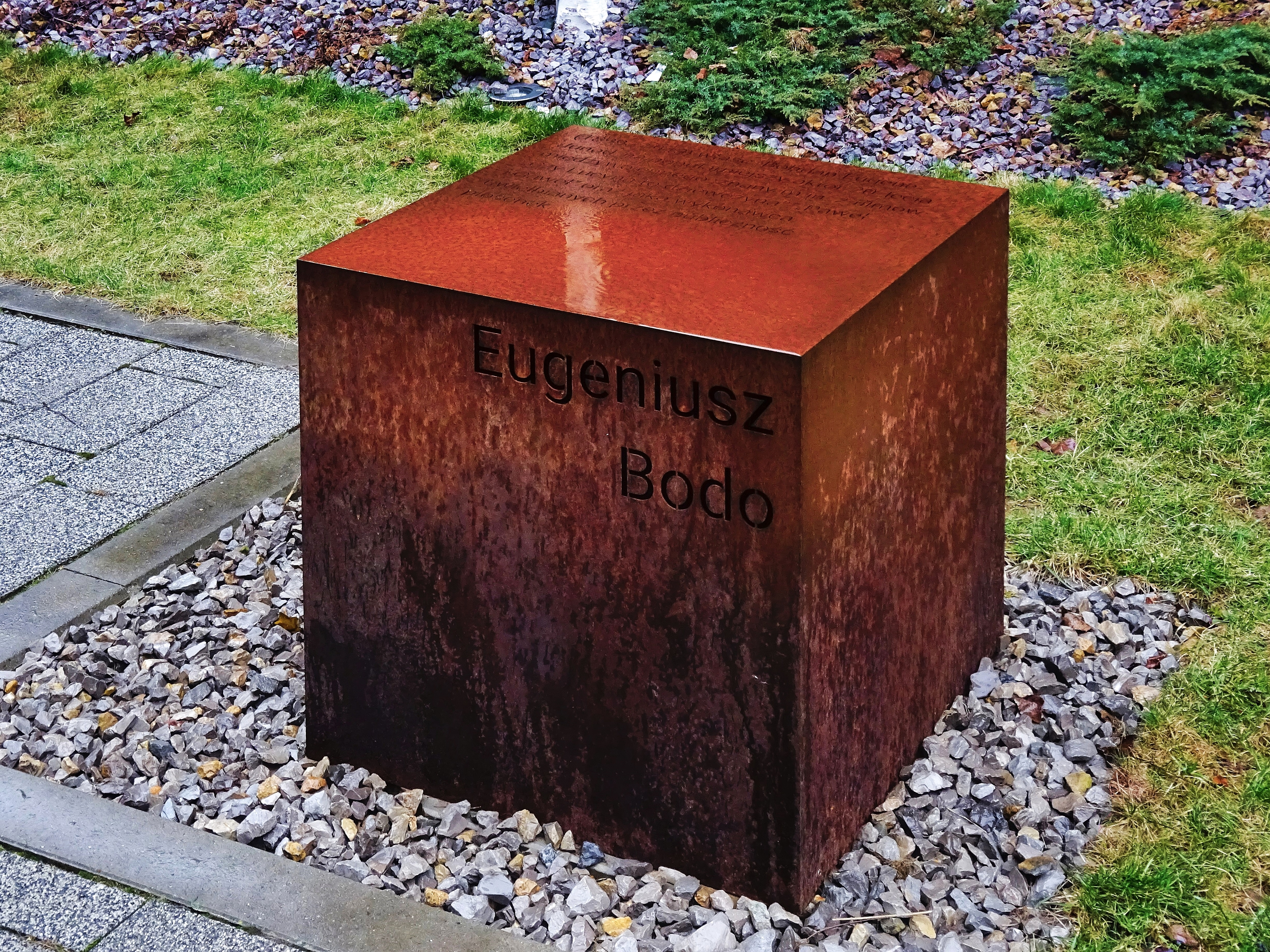
Pomnik-sześcian upamiętniający Eugeniusza Bodo na osiedlu Wizjonerów w Krakowie

18 października 1991 został zrehabilitowany przez rosyjskie władze na podstawie artykułu 3 Ustawy Federacji Rosyjskiej „O Rehabilitacji Ofiar Politycznych Represji”. 2 października 2011 w Kotłasie na cmentarzu Makaricha odsłonięty został pomnik, będący także symboliczną mogiłą artysty. Jego symboliczny grób znajduje się na cmentarzu Powązkowskim w Warszawie (kwatera 74-3-7).

## Życie prywatne
Gdy dorobił się mieszkania w Warszawie, po śmierci ojca sprowadził do siebie matkę. Uważany był za dowcipnego, szarmanckiego i uwodzicielskiego, co przysparzało mu wiele wielbicielek. Jednocześnie pojawiały się plotki o jego biseksualizmie lub homoseksualizmie. W latach 20. nawiązał romans ze śpiewaczką operową Elną Gistedt. Przez kilkanaście miesięcy był związany z aktorką Norą Ney, którą poznał podczas realizacji Czerwonego błazna. Przez rok pozostawał w związku z ekscentryczną aktorką amatorką, Anne Chevalier, z którą zamieszkał w domu przy ul. Marszałkowskiej, jednak do ich małżeństwa nie doszło z powodu różnic kulturowych i nadużywania alkoholu przez Chevalier. Inaczej opisał to Arkady Fiedler: (…) a Bodo jak to Bodo. Niestety gładysz, dzióbasowy letkiewicz, po kilku tygodniach sprzykrzył sobie egzotyczną aktorkę i tu zaczęła się mniej chwalebna część romansu. Bodo zaczął bezceremonialnie wpychać Reri w ramiona innych galopantów, swych koleżków, a im więcej ich było, tym lepiej dla niego; im rzęsiściej lała się gorzałka, tym skuteczniejsza woda na młyn szałaputa. Gdy Reri wyrwała się z birbancko-sprośnego bagienka i wyjechała z Polski, już było za późno, by się wyprostować; nie mogła wyzbyć się trunkowego nałogu. (…).
Był abstynentem. Miał doga niemieckiego – arlekina o imieniu Sambo, który pojawił się w filmach Bodo: Wiatr od morza i Pieśniarz Warszawy.

## Filmografia
Aktor
- 1925: Rywale jako Geniuś

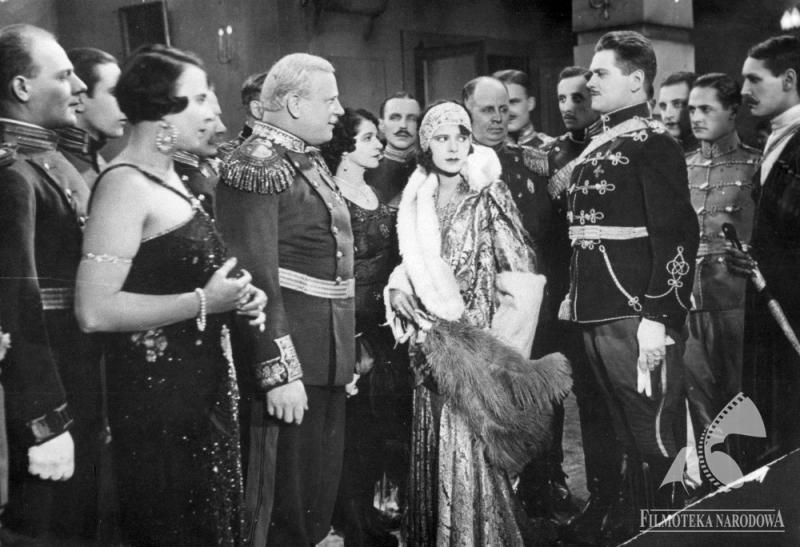
Kadr z filmu Uroda życia z 1930 od lewej Eugeniusz Bodo i Nora Ney

- 1926: Czerwony błazen jako inspicjent
- 1927: Uśmiech losu jako tancerz kabaretowy
- 1929: Człowiek o błękitnej duszy jako rzeźbiarz
- 1929: Policmajster Tagiejew jako Markowskij
- 1930: Kult ciała jako Franciszek, pomocnik Czesława
- 1930: Na Sybir jako robotnik
- 1930: Niebezpieczny romans jako przywódca bandy włamywaczy
- 1930: Uroda życia jako Roszow
- 1930: Wiatr od morza jako Marynarz Otto
- 1932: Bezimienni bohaterowie jako komisarz Szczerbic
- 1932: Głos pustyni jako szejk Abdullach
- 1933: Jego ekscelencja subiekt jako subiekt Jurek
- 1933: Zabawka jako Kuźma, syn gajowego
- 1934: Pieśniarz Warszawy jako Julian Pagórski
- 1934: Kocha, lubi, szanuje jako praktykant aptekarski Władysław
- 1934: Czy Lucyna to dziewczyna? jako inżynier Stefan Żarnowski
- 1934: Czarna perła jako marynarz Stefan Nadolski
- 1935: Jaśnie pan szofer jako hrabia Karol Boratyński
- 1936: Dwa dni w raju (film nie zachował się)
- 1936: Amerykańska awantura jako Paweł Kalina
- 1936: Bohaterowie Sybiru jako Władek
- 1937: Książątko jako dziedzic Tadeusz Rolski
- 1937: Piętro wyżej jako Henryk Pączek, spiker radiowy
- 1937: Skłamałam jako Karol Borowicz
- 1938: Paweł i Gaweł jako wynalazca Paweł Gawlicki
- 1938: Robert i Bertrand jako urzędnik Bertrand
- 1938: Strachy jako artysta kabaretowy, Zygmunt Modecki
- 1938: Za winy niepopełnione jako Torence, wspólnik Holskiego
- 1939: Uwaga! Szpieg jako agent polskiego wywiadu (film nieukończony)
- 1939: Moja mama – to ja! (film planowany)[81]

Reżyser
- 1938: Królowa przedmieścia
- 1938: Za winy niepopełnione
- 1939: Uwaga! Szpieg (film nieukończony)

Scenarzysta
- 1932: Bezimienni bohaterowie
- 1932: Głos pustyni
- 1934: Pieśniarz Warszawy
- 1934: Czarna perła
- 1936: Bohaterowie Sybiru
- 1937: Piętro wyżej

## Dyskografia
- Hanka Ordonówna, Eugeniusz Bodo (SP, Syrena-Electro9437)
- Eugeniusz Bodo (Pocztówka, Tonpress R-0508-II)
- 1978: Jak za dawnych lat (LP, Muza SX-1701)
- 1990: W starym kinie: Eugeniusz Bodo, Adolf Dymsza (LP, Muza SX-2920)
- 2012: Eugeniusz Bodo – Już taki jestem zimny drań (2CD + DVD) AA MTJ NR 90233
- 2016: Eugeniusz Bodo – Niezapomniane przeboje Książeczka + CD z 12 piosenkami, wydane przez Fakt

## Najpopularniejsze piosenki
- Ach, śpij, kochanie (Dlaczego nie chcesz spać; muz. Henryk Wars, sł. Ludwik Starski)
- Ach, te baby (muz. Roman Palester, sł. Jerzy Nel)
- Całuję twoją dłoń, madame (muz. Ralph Erwin, sł. Andrzej Włast)
- Czy potrafisz Joanno zagwizdać? (cover szwedzkiego przeboju „Kann du vissla, Johanna?” z 1932 z polskim tekstem, oryginalna muz. Sten Axelson, tekst Åke Söderblom, Bodo zaśpiewał ją w 1934 w duecie z Lucyną Szczepańską[82])
- Już taki jestem zimny drań (muz. H. Wars, sł. J. Nel, L. Starski)
- Najcudowniejsze nóżki (muz. H. Wars, sł. Jerzy Jurandot)
- O’Key (muz. H. Wars, sł. Konrad Tom, Emanuel Schlechter)
- Sex appeal (muz. H. Wars, sł. E. Schlechter)
- Tyle miłości (muz. H. Wars, sł. K. Tom)
- ros. Прощальная Песенка Львовского Джаза (trans. Praszczalnaja piesenka lwowskogo dżaza – sł. G. Grigoriew) pol. Pożegnalna piosenka lwowskiego jazzu[57], walc (po 1939) – wersja ros. Tylko we Lwowie (muz. H. Wars, sł. E. Schlechter),
- Tylko z tobą i dla ciebie (muz. H. Wars, sł. J. Nel, L. Starski)
- Umówiłem się z nią na dziewiątą (muz. H. Wars, sł. E. Schlechter)
- Zrób to tak (muz. H. Wars, sł. J. Nel, L. Starski)

## Odznaczenia
- Złoty Krzyż Zasługi (25 marca 1938)[83]

## Inne
- Interesował się filatelistyką, posiadał zbiór unikatowych znaczków, posegregowanych w klaserach[84].
- W swych dokumentach NKWD podało wzrost aktora pomiędzy 165 a 170 cm[85].
- Piosenki śpiewane przez Eugeniusza Bodo wykonywało wielu artystów, m.in. Adam Aston, Andrzej Bogucki i Zbigniew Rakowiecki, Jacek Bończyk, Olga Bończyk, Chór Dana, Tadeusz Drozda, Mieczysław Fogg, Piotr Fronczewski, Stefania Górska, Albert Harris, Konrad Imiela, Robert Janowski, Anna Jantar, Anna Maria Jopek, Janusz Józefowicz, Edyta Jungowska, Jan Kobuszewski, Zbigniew Kurtycz, Bohdan Łazuka, Stanisława Nowicka, Tadeusz Olsza. Menasze Oppenheim, Orkiestra z Chmielnej, Jerzy Połomski, Janusz Popławski, Maryla Rodowicz, Barbara Rylska, Ryszard Rynkowski, Justyna Steczkowska, Jarema Stępowski, Tomasz Stockinger, Szczepko i Tońko, Zbigniew Wodecki, Andrzej Zaucha i Aleksander Żabczyński.
- W 1997 powstał film dokumentalny Za winy niepopełnione. Eugeniusz Bodo[86], wyprodukowany przez Wytwórnię Filmów Oświatowych
- 31 października 2012 Poczta Polska wprowadziła do obiegu serię trzech znaczków z cyklu „Ludzie kina i teatru”. Znaczek o wartości 3 zł (numer katalogowy 4439) przedstawia Eugeniusza Bodo[87].
- 6 marca 2016 w TVP miał premierę poświęcony mu serial Bodo i jego fabularna, kinowa wersja pod takim samym tytułem. W rolę młodego Bodo wcielił się Antoni Królikowski, a w starszego – Tomasz Schuchardt[88][89].